# Ариље
Ариље је градско насеље у Србији и седиште истоимене општине у Златиборском управном округу. Према попису из 2022. било је 6.639 становника. Ариље је најпознатије по Цркви светог Ахилија коју је подигао за своју задужбину краљ Драгутин 1296. године.

## Историја
Ариље настаје у другој половини десетог века као мало насеље на римском путу од Пожеге до Ивањице. Тада се звало Моравице по реци Моравица на којој се налази. У истом том периоду избеглице из Ларисе донеле су мошти светог Ахилија (по коме је насеље касније добило име) на место данашње цркве.
Сава Немањић, Свети Сава, године 1219. одредио је ариљски манастир за центар Моравичке епархије, која је такође називана и Ариљском.
Током Велике сеобе Срба у седамнаестом веку Ариље и околина остали су пусти. Ново становништво доселило се са простора Херцеговине и Црне Горе.
Значајан догађај за Ариље било је проглашење за варошицу 23. октобра 1880. године од стране кнеза Милана Обреновића. Краљевским решењем од 11. фебруара 1886. године насеље је добило статус варошице.
Крај је био воћарски, нарочито се гајила јабука будимка.
Овде се налазе Основна школа „Стеван Чоловић“, Народна библиотека Ариље и Споменик палим борцима у Ариљу.

## Демографија
У насељу Ариље живи 5084 пунолетна становника, а просечна старост становништва износи 35,2 година (34,3 код мушкараца и 36,0 код жена). У насељу има 2161 домаћинство, а просечан број чланова по домаћинству је 3,12.
Ово насеље је скоро у потпуности насељено Србима (према попису из 2002. године), а у последњих неколико пописа у другој половини XX века примећен је константан значајан пораст у броју становника.
|             | \| Демографија[2] \| Демографија[2] \| Демографија[2] \| \| Година \| Становника \| Становника \| \| -------------- \| -------------- \| -------------- \| \| 1948. \| 785 \| \| \| 1953. \| 1.006 \| \| \| 1961. \| 1.328 \| \| \| 1971. \| 3.164 \| \| \| 1981. \| 4.982 \| \| \| 1991. \| 6.074 \| 6.025 \| \| 2002. \| 6.744 \| 6.815 \| \| 2011. \| 6.763 \| \| |            |
| Демографија | |            |
| Година      | Становника | Становника |
| 1948.       | 785 |            |
| 1953.       | 1.006 |            |
| 1961.       | 1.328 |            |
| 1971.       | 3.164 |            |
| 1981.       | 4.982 |            |
| 1991.       | 6.074 | 6.025      |
| 2002.       | 6.744 | 6.815      |
| 2011.       | 6.763 |            |

| Етнички састав према попису из 2002.‍ | Етнички састав према попису из 2002.‍ | Етнички састав према попису из 2002.‍ | Етнички састав према попису из 2002.‍ | Етнички састав према попису из 2002.‍ |
| ------------------------------------ | ------------------------------------ | ------------------------------------ | ------------------------------------ | ------------------------------------ |
|                                      |                                      |                                      |                                      |                                      |
| Срби                                 | Срби                                 |                                      | 6.600                                | 97,86%                               |
| Роми                                 | Роми                                 |                                      | 55                                   | 0,81%                                |
| Црногорци                            | Црногорци                            |                                      | 22                                   | 0,32%                                |
| Југословени                          | Југословени                          |                                      | 15                                   | 0,22%                                |
| Хрвати                               | Хрвати                               |                                      | 5                                    | 0,07%                                |
| Муслимани                            | Муслимани                            |                                      | 5                                    | 0,07%                                |
| Горанци                              | Горанци                              |                                      | 5                                    | 0,07%                                |
| Руси                                 | Руси                                 |                                      | 4                                    | 0,05%                                |
| Украјинци                            | Украјинци                            |                                      | 2                                    | 0,02%                                |
| Словенци                             | Словенци                             |                                      | 2                                    | 0,02%                                |
| Мађари                               | Мађари                               |                                      | 2                                    | 0,02%                                |
| Македонци                            | Македонци                            |                                      | 2                                    | 0,02%                                |
| Бугари                               | Бугари                               |                                      | 2                                    | 0,02%                                |
| Словаци                              | Словаци                              |                                      | 1                                    | 0,01%                                |
| непознато                            | непознато                            |                                      | 2                                    | 0,02%                                |

| Година пописа     | 1948. | 1953. | 1961. | 1971. | 1981. | 1991. | 2002. |
| ----------------- | ----- | ----- | ----- | ----- | ----- | ----- | ----- |
| Број домаћинстава | 266   | 327   | 470   | 1.109 | 1.680 | 1.921 | 2.161 |

| Број чланова      | 1   | 2   | 3   | 4   | 5   | 6  | 7  | 8 | 9 | 10 и више | Просек |
| ----------------- | --- | --- | --- | --- | --- | -- | -- | - | - | --------- | ------ |
| Број домаћинстава | 315 | 440 | 446 | 702 | 169 | 71 | 13 | 4 | 1 | 0         | 3,12   |

| Пол    | Укупно | Неожењен/Неудата | Ожењен/Удата | Удовац/Удовица | Разведен/Разведена | Непознато |
| ------ | ------ | ---------------- | ------------ | -------------- | ------------------ | --------- |
| Мушки  | 2.596  | 740              | 1.746        | 66             | 43                 | 1         |
| Женски | 2.841  | 631              | 1.767        | 325            | 112                | 6         |
| УКУПНО | 5.437  | 1.371            | 3.513        | 391            | 155                | 7         |

| Пол    | Укупно                    | Пољопривреда, лов и шумарство | Рибарство                            | Вађење руде и камена | Прерађивачка индустрија       |
| ------ | ------------------------- | ----------------------------- | ------------------------------------ | -------------------- | ----------------------------- |
| Мушки  | 1.296                     | 122                           | 0                                    | 0                    | 537                           |
| Женски | 1.123                     | 95                            | 0                                    | 0                    | 461                           |
| УКУПНО | 2.419                     | 217                           | 0                                    | 0                    | 998                           |
| Пол    | Производња и снабдевање   | Грађевинарство                | Трговина                             | Хотели и ресторани   | Саобраћај, складиштење и везе |
| Мушки  | 45                        | 112                           | 119                                  | 44                   | 75                            |
| Женски | 15                        | 16                            | 166                                  | 34                   | 6                             |
| УКУПНО | 60                        | 128                           | 285                                  | 78                   | 81                            |
| Пол    | Финансијско посредовање   | Некретнине                    | Државна управа и одбрана             | Образовање           | Здравствени и социјални рад   |
| Мушки  | 9                         | 19                            | 79                                   | 51                   | 45                            |
| Женски | 17                        | 15                            | 66                                   | 86                   | 123                           |
| УКУПНО | 26                        | 34                            | 145                                  | 137                  | 168                           |
| Пол    | Остале услужне активности | Приватна домаћинства          | Екстериторијалне организације и тела | Непознато            | Непознато                     |
| Мушки  | 22                        | 0                             | 0                                    | 17                   | 17                            |
| Женски | 16                        | 1                             | 0                                    | 6                    | 6                             |
| УКУПНО | 38                        | 1                             | 0                                    | 23                   | 23                            |

## Познате личности
- Добрило Ненадић, српски књижевник
- Ацо Јовичић, бивши начелник Војномедицинске академије
- Владимир Јаковљевић, редовни професор на Факултету безбедности Универзитета у Београду
- Крсман Милошевић, генерал-мајор Југословенске народне армије
- Зоран Јовановић, редовни професор Правног факултета Универзитета у Крагујевцу.
- Милош Пантовић, српски фудбалер у ФК Бохум
- Младомир Милутиновић, доктор техничких наука и редовни професор на Факултету Техничких наука (ФТН) у Новом Саду